# Tarifvertrag für Auszubildende des öffentlichen Dienstes
| Basisdaten                                               | Basisdaten                                               |
| -------------------------------------------------------- | -------------------------------------------------------- |
| Titel:                                                   | Tarifvertrag für Auszubildende des öffentlichen Dienstes |
| Abkürzung:                                               | TVAöD                                                    |
| Unterzeichnung:                                          | 13. September 2005                                       |
| Inkrafttreten:                                           | 1. Oktober 2005                                          |
| Letzte Änderung durch: 1)                                | Tarifeinigung 18. April 2018                             |
| Inkrafttreten der letzten Änderung: 1)                   | 1. März 2018                                             |
| 1) Bitte beachten Sie den Hinweis zur geltenden Fassung! |                                                          |

Der Tarifvertrag für Auszubildende des öffentlichen Dienstes (TVAöD) ist ein aus mehreren Teilen bestehender Tarifvertrag für die Auszubildenden bei Einrichtungen der öffentlichen Verwaltung des Bundes und der Kommunen. Er ist am 1. Oktober 2005 in Kraft getreten und löste den Manteltarifvertrag für Auszubildende (MTA) ab. Der TVAöD gilt für den Tarifbereich des Tarifvertrages für den öffentlichen Dienst (TVöD), also für Betriebe und Verwaltungen des Bundes und der Kommunen (Vereinigung der kommunalen Arbeitgeberverbände) einschl. der Sparkassen sowie für den Tarifbereich des TV-V (Versorgungswirtschaft) und des TV-N (Nahverkehr). Auf Arbeitnehmerseite waren die Gewerkschaft ver.di, auch handelnd für die anderen DGB-Gewerkschaften des öffentlichen Dienstes sowie die DBB-Tarifunion beteiligt.

## Allgemeines
Der TVAöD besteht aus einem allgemeinen Teil (§§ 1 bis 16), der für alle Ausbildungsverhältnisse gilt, sowie aus besonderen Teilen für Auszubildende in Berufen nach dem Berufsbildungsgesetz (TVAöD-BBiG) einerseits sowie für Auszubildende in Pflegeberufen (TVAöD-Pflege).
Der besondere Teil für die Auszubildenden in Pflegeberufen gilt dabei auch für Auszubildende zum Notfallsanitäter. Zum anderen finden der allgemeine Teil und der besondere Teil  für die Auszubildenden in Pflegeberufen mit Einschränkungen durch die jeweils geltenden Spezialgesetze seit 2019 auch Anwendung für Auszubildende zum Orthoptisten, Logopäden, Ergotherapeuten, Physiotherapeuten, Medizinisch-technischer Angestellten und Diätassistenten (sogenannte betrieblich-schulische Gesundheitsberufe). Abweichungen zu den Auszubildenden in den Pflegeberufen sind hier insbesondere bei der Höhe des monatlichen Entgelts gegeben.
Daneben gibt es einen ergänzenden Tarifvertrag für Auszubildende als Forstwirt sowie einen Tarifvertrag für Praktikantenverhältnisse (TVPöD). Dieser betrifft insbesondere Berufe, für die eine staatliche Anerkennung nötig ist, z. B. Sozialarbeiter, Heilpädagogen oder Erzieherinnen, PTAs. Beide Tarifverträge stammen aus dem Jahr 2009.
Für die Auszubildenden der Landesverwaltungen wurde zwischen den Gewerkschaften und der Tarifgemeinschaft deutscher Länder (TdL) 2006 der Tarifvertrag für Auszubildende der Länder in Ausbildungsberufen nach dem Berufsbildungsgesetz (TVA-L BBiG) geschlossen, der sich weitgehend am TVAöD orientiert. Außerdem ein Tarifvertrag für dortige Praktikantenverhältnisse. Für die Landesverwaltungen Berlin und Hessen, die nicht zur TdL gehören, sind inzwischen vergleichbare Tarifverträge abgeschlossen.

## Wesentlicher Inhalt der Tarifverträge

### Probezeit
Die Probezeit dauert drei Monate, im Bereich der Pflege sechs Monate.
Bei der Berufsbildung in einem öffentlich-rechtlichen Dienstverhältnis findet das Berufsbildungsgesetz (BBiG) und die Regelung zur Probezeit keine Anwendung. So sieht beispielsweise der derzeit gültige Tarifvertrag für Auszubildende des öffentlichen Dienstes (TVAöD) Besonderer Teil BBiG eine Probezeit von drei Monaten und nach dem Besondere Teil Pflege (TVAöD-Pflege) eine Probezeit von sechs Monaten vor.

### Ärztliche Untersuchung
Die ärztliche Untersuchung wird vom Amts- oder Betriebsarzt vorgenommen. Zur Kostenübernahme findet sich keine eindeutige Regelung. Diese ärztliche Untersuchung ist dabei von der Eingangsuntersuchung nach dem Jugendarbeitsschutzgesetz zu unterscheiden und findet bei minderjährigen Auszubildenden zusätzlich zu dieser statt.

### Schweigepflicht, Nebentätigkeit
Die Regelungen zur Verschwiegenheit entsprechen dem TVöD. Hier gilt keine „besondere“ Schweigepflicht.
Für Nebentätigkeiten gibt es lediglich zwei Versagungsgründe:
1. Beeinträchtigung der Auszubildenden bei Erfüllung des Ausbildungsvertrags
2. Berechtigtes Interesse des Ausbildungsbetriebs

### Schadenshaftung
Die Regelungen zur Schadenshaftung des TVöD finden Anwendung. Das heißt, dass der Auszubildende für von ihm verursachte Schäden nur bei Vorsatz oder grober Fahrlässigkeit belangt werden kann.

### Personalakten
Auszubildende haben Anspruch auf Einsicht in ihre vollständigen Personalakten. Sie können daneben auch Kopien aus ihrer Personalakte erhalten.
Nur im TVA-L (Länderverwaltung), der die alte Regelung zum § 13 Abs. 2 BAT übernommen hat, brauchen Auszubildende über Beschwerden und Behauptungen, die für sie ungünstig sind oder ihnen nachteilig werden können, vor Aufnahme in die Personalakte angehört werden. Im TVAöD findet sich dazu keine Regelung.

### Zulagen und Zuschläge
Hier hat es 2008 eine Neuregelung gegeben. Bei der Schicht- und Wechselschichtzulage gibt es einen Zeitzuschlag von 75 Prozent, bei Erschwerniszulagen von 50 Prozent.

### Monatliche Ausbildungsvergütung
Die Ausbildungsvergütungen werden in Zusammenhang mit den Gehaltstarifrunden des öffentlichen Dienstes mit verhandelt. Zum 1. März 2016 wurden die bisherigen Ausbildungsentgelte um 35 Euro und am 1. Februar 2017 um weitere 30 Euro erhöht. Zum 1. März 2018 wurden die bisherigen Ausbildungsentgelte um 50 Euro und am 1. März 2019 um weitere 50 Euro erhöht.
Mit Wirkung zum 1. April 2021 wurden die Ausbildungsentgelt erneut um 25 Euro erhöht. Eine weitere Erhöhung, wiederum um 25 Euro zum 1. April 2022 wurde bereits beschlossen.
Monatliches Bruttoentgelt (Euro) für Auszubildende des Bundes und der VKA (Kommunen)
| Lehrjahr                  | Entgelt (EUR) |
| ------------------------- | ------------- |
| 01.04.2021 bis 31.03.2022 |               |
| 1.                        | 1.043,26 €    |
| 2.                        | 1.093,20 €    |
| 3.                        | 1.139,02 €    |
| 4.                        | 1.202,59 €    |
| ab 01.04.2022             |               |
| 1.                        | 1.068,26 €    |
| 2.                        | 1.118,20 €    |
| 3.                        | 1.164,02 €    |
| 4.                        | 1.227,59 €    |

| Lehrjahr                  | Entgelt (EUR) |
| ------------------------- | ------------- |
| 01.04.2021 bis 31.03.2022 |               |
| 1.                        | 1.165,69 €    |
| 2.                        | 1.227,07 €    |
| 3.                        | 1.328,38 €    |
| 4.                        | —             |
| ab 01.04.2022             |               |
| 1.                        | 1.190,69 €    |
| 2.                        | 1.252,07 €    |
| 3.                        | 1.353,38 €    |
| 4.                        | —             |

### Jahressonderzahlung
Die Jahressonderzahlung („Urlaubs-“ und „Weihnachtsgeld“ zusammengefasst) ist im Tarifgebiet West auf 90 von Hundert und im Tarifgebiet Ost auf 67,5 von Hundert festgesetzt. Im TVA-L (Länderverwaltungen) beträgt die Jahressonderzahlung 95 Prozent (West) bzw. 71,5 Prozent (Ost).
Die Sonderzahlung beinhaltet sowohl das Urlaubs- als auch das Weihnachtsgeld (zusammengefasste Gratifikation). Anrecht auf die Sonderzahlung hat, wer sich zum 1. Dezember in der Ausbildung befindet. Die Gratifikation wird nur für vollendete Monate der Dienststellenzugehörigkeit geleistet. Für nicht vollständige Monate wird die Sonderzahlung jeweils um ein Zwölftel gekürzt.
Die Auszahlung erfolgt zusammen mit der Novembervergütung.

### Vermögenswirksame Leistungen
Bei Abschluss entsprechender Vermögenswirksamer Leistungen zahlt der Arbeitgeber einen monatlichen Zuschuss von 13,29 Euro. Ein Unterschied zwischen den Tarifgebieten besteht hierbei nicht mehr.

### Familienheimfahrten, Reisekosten
Zu Familienheimfahrten und Reisekosten wurden Regelungen getroffen. Dabei bestehen Diskrepanzen in der Auslegung zwischen Arbeitgeberverbänden und Gewerkschaften. Nach der Neuregelung vom 31. März 2012 werden Fahrtkosten zu auswärtigen Berufsschulen erstattet, soweit sie 6 Prozent des Ausbildungsentgeltes des ersten Ausbildungsjahres übersteigen. Die genannten 6 Prozent betragen im Jahr 2017 55,10 Euro. Anträge auf Erstattungen sind mit entsprechenden Nachweisen (Fahrkarten) an die zuständige Abrechnungsstelle zu senden.

### Krankengeldzuschuss
Nur für Arbeitsunfälle und Berufskrankheiten wird über die sechswöchige Entgeltfortzahlung hinaus für maximal 26 Wochen ein Zuschuss zum Krankengeld gewährt, der Lohneinbußen ausschließen soll.

### Lernmittelzuschuss
Den Auszubildenden in den Berufen nach dem Berufsbildungsgesetz steht jährlich ein Lernmittelzuschuss in Höhe von 50 Euro zur Verfügung.

### Arbeitszeit
Es gelten für Personen, die nicht unter das Jugendarbeitsschutzgesetz fallen, die Arbeitszeitregelungen des TVöD. Das heißt in der Regel 39 Wochenstunden (im Bereich des TVÖD-K 38,5 Wochenstunden); im Tarifgebiet Ost  ab  1. Januar 2022 39,5 Wochenstunden (bis 2021: 40 Wochenstunden). Arbeitstage mit betrieblichen Unterricht von mindestens 270 Minuten gelten als ganzer Arbeitstag.

### Jahresurlaub
Es gilt mit dem Tarifabschluss vom 31. März 2012 eine eigene Urlaubsregelung, die ab 2013 27 Arbeitstage jährlich beträgt; durch den Tarifvertrag vom 1. April 2014 erfolgte eine Erhöhung ab 2014 auf 28 Tage. Mit dem Tarifabschluss 2018 wurde eine Angleichung der Urlaubstage auf die im TVöD üblichen 30 Tage vorgenommen.
Auszubildende in der Krankenpflege mit Schichtdienst erhalten im zweiten und dritten Ausbildungsjahr je einen zusätzlichen Urlaubstag. Vor 2013 war der Urlaub für Personen unter 30 Jahren auf 26 Tage begrenzt, das Bundesarbeitsgericht hat aber eine altersbedingte Staffelung als gegen das Verbot der Altersdiskriminierung verstoßend zurückgewiesen.
Für Beschäftigte im Tarifbereich TVV (Versorgung) und TV-N (Nahverkehr) richtet sich der Urlaubsanspruch nach demjenigen der betreffenden Arbeitnehmer.
Der Erholungsurlaub ist grundsätzlich in der unterrichtsfreien Zeit zu nehmen.

### Sonderurlaub für Prüfungen
Vor der Abschlussprüfung erfolgt ein bezahlter Sonderurlaub von fünf Arbeitstagen.

### Abschlussprämie
Es erfolgt eine Einmalzahlung als sogenannte Abschlussprämie bei bestandener Prüfung zum Ende der Ausbildung.
Diese Abschlussprämie beträgt bundeseinheitlich 400 Euro für alle Auszubildenden (einschließlich derjenigen in der Pflege) nach erfolgter und bestandener Abschlussprüfung (ausgenommen Wiederholungsprüfung).

### Übernahme nach der Ausbildung
Die Übernahmeregelung bei den Auszubildenden ist bei jeder Tarifverhandlung Thema zwischen den Vertragsparteien. Im Zuge der Einkommensrunde 2010 wurde für die Auszubildenden nach dem TVAöD (Besonderer Teil BBiG) eine Übernahme für die Dauer von zwölf Monaten beschlossen, sofern ein dienstlicher bzw. betrieblicher Bedarf besteht, die Abschlussprüfung mindestens mit der Abschlussnote „ausreichend“ bestanden wurde und personen-, verhaltens- und betriebsbedingte oder gesetzliche Gründe nicht dagegensprechen. Durch den Tarifabschluss vom 31. März 2012 wurde vom Grundsatz eine unbefristete Übernahme nach der Ausbildung (nach einer einjährigen Bewährungszeit) vereinbart, die aber an zahlreiche Bedingungen geknüpft ist, u. a. an den dauerhaften betrieblichen Bedarf zum Zeitpunkt des Ausbildungsendes. In der Tarifrunde 2018 einigte man sich wieder auf die ursprüngliche Regelung von 2010, die befristet bis 31. Oktober 2020 vertraglich vereinbart wurde.
Im TVA-L findet sich lediglich eine Soll-Regelung, wonach die Tarifparteien auf eine entsprechende Übernahme hinwirken sollen.